# Sloneczna kopa – sedlo
Sloneczna kopa – sedlo (polsky Rozdroże pod Słoneczną; 666 m n. m.) je horské sedlo nacházející se v Kamenných horách na státní hranici mezi Českou republikou a Polskem.
Sedlo náleží Chráněné krajinné oblasti Broumovsko. Leží mezi vrchy Červená hora na české a Czernina na polské straně. Za jasného počasí jsou z místa dobré výhledy na Włodarz a Malou a Velkou Sovu.

## Turistické trasy
Sedlem prochází zelená hřebenová turistická trasa a na české i polské straně k němu vede žlutá turistická značka. Ta je na polské straně počátečním bodem pro 11,1 km dlouhou trasu do podzemního komplexu Osówka, zbudovaném za 2. světové války nacistickým Německem.

## Hraniční přechod
V místě sedla se nachází přeshraniční propojení s Polskou republikou. Pro přeshraniční pohyb z Čech (resp. Rakouska-Uherska) do Pruska sloužilo sedlo zřejmě již v 19. století.